# Jean-Louis Houdebine
Pour les articles homonymes, voir Houdebine.
Jean-Louis Houdebine, né le 12 octobre 1934 à Angers et mort le 29 novembre 2015 à Paris 20e,, est un écrivain et sémiologue français.

## Biographie
Personnalité aux multiples talents, il jouait de la guitare et de la trompette, traduisait de l’allemand ou de l’anglais. Grand amateur de Jazz, il a traduit les grandes biographies américaines parmi lesquelles celles de Louis Armstrong et John Coltrane.
Homme de revues, il a animé pendant plusieurs années avec Guy Scarpetta la revue Promesse à Poitiers. Les deux hommes se sont entretenus avec Jacques Derrida à propos de sa philosophie. À la fin des années 1970, il participe à l’éphémère mais riche aventure de Documents sur…, orientée vers l’art moderne et la littérature. Il a écrit des études pour la revue Tel Quel.
Auteur de La France à vol d'oiseau (1999), il est également l'auteur d'un ouvrage préfacé par Théodore Seldine, Images de la France paru en 1991. Il a consacré de nombreuses études à la littérature moderne.
Il a notamment adapté des textes d’auteurs étrangers pour les éditions Gründ sur l’hindouisme, le christianisme et la mythologie grecque.

## Œuvres principales
- Langage et marxisme, Klincksieck, 1977.
- Excès de langage (Hölderlin, Joyce, Duns Scot, Kopkins, Cantor, Sollers), Denoël, coll. L'infini, 1984.

## Ouvrages collectifs
- Théorie d'ensemble, Seuil, coll. Tel Quel, 1968.
- Artaud/Bataille, UGE, coll. 10-18, 1972.